# Rainer Haas (Jurist)
Rainer Haas (* 1. August 1956 in Stuttgart) ist ein deutscher Jurist und Neuphilologe. Er war von 1996 bis 2020 Landrat des Landkreises Ludwigsburg.

## Ausbildung und Beruf
Haas wuchs in Gerlingen auf und besuchte von 1966 bis 1975 das Leibniz-Gymnasium in Stuttgart-Feuerbach. Nach dem Abitur studierte er von 1975 bis 1981 an den Universitäten Tübingen und Aix-en-Provence/Marseille Rechtswissenschaften und Romanische Philologie. 1975 wurde er Mitglied der Studentenverbindung AV Virtembergia Tübingen. Von 1981 bis 1984 absolvierte er sein Referendariat im Stuttgarter Landgerichtsbezirk. 1982 wurde ihm der akademische Grad eines Magister Artium zuerkannt. Mit einer Arbeit über das Thema Französische Sprachgesetzgebung und europäische Integration wurde er 1990 in Tübingen zum Doktor der Rechte promoviert.
Seine erste berufliche Station war 1984 das Landratsamt des Ostalbkreises. Von 1986 bis 1988 war er Richter am Verwaltungsgericht Stuttgart und im Anschluss daran Beamter im baden-württembergischen Innen- und Staatsministerium.

## Politische Karriere
Von 1991 bis 1995 war Haas Erster Landesbeamter im Rems-Murr-Kreis. Am 17. November 1995 wurde er als Parteiloser vom Ludwigsburger Kreistag im dritten Wahlgang mit 40,6 Prozent der Stimmen zum Landrat des Landkreises Ludwigsburg gewählt und konnte sich dabei gegen Manfred Hollenbach, den damaligen Bürgermeister der Gemeinde Murr, und Heinz Kälberer, den damaligen Oberbürgermeister der Stadt Vaihingen an der Enz, durchsetzen.
Im Oktober 2003 wurde er mit 76 von 91 Stimmen (83,5 Prozent) und im Oktober 2011 mit 75 von 89 Stimmen (84,3 Prozent) jeweils ohne Gegenkandidaten in diesem Amt bestätigt. Bei der Landratswahl im November 2019 trat Haas nicht mehr an. Zum 4. Januar 2020 trat er in den Ruhestand ein. Zu diesem Zeitpunkt war er der dienstälteste Landrat Baden-Württembergs. Ihm folgte Dietmar Allgaier nach.

## Weitere Ämter
In seiner Funktion als Landrat war Haas auch Vorsitzender des Verwaltungsrats der Kreissparkasse Ludwigsburg und der Gemeindeprüfungsanstalt Baden-Württemberg sowie Aufsichtsratsvorsitzender der Kliniken Ludwigsburg-Bietigheim gGmbH und der Abfallverwertungsgesellschaft des Landkreises Ludwigsburg mbH (AVL). Zudem war er Aufsichtsratsmitglied der Verkehrs- und Tarifverbund Stuttgart GmbH.
Haas gilt als engagierter Verfechter der europäischen Idee und Einigung. Er war Vizepräsident der Deutschen Sektion des Rates der Gemeinden und Regionen Europas (RGRE) und Vorsitzender des Kreisverbandes Ludwigsburg der Europa-Union Deutschland. Im Dezember 2016 wurde er für drei Jahre zum Co-Präsidenten des europäischen Kommunalverbandes "Council of European Municipalities and Regions" (CEMR) gewählt. Außerdem ist er Vorstandsmitglied des Deutsch-Französischen Institutes und Aufsichtsratsmitglied der Ludwigsburger Schlossfestspiele.

## Auszeichnungen
2009 wurde er von der Französischen Republik zum Chevalier dans L'Ordre national de la Légion D'Honneur (Ritter der Ehrenlegion) ernannt, 2014 mit dem Europakreuz des Deutschen Komitees für Europäische Zusammenarbeit der Soldaten, Kriegsopfer und Förderer des Europäischen Gedankens geehrt und 2015 mit dem italienischen Verdienstorden "Cavaliere dell’Ordine della Stella d’Italia" (Ritter des italienischen Sternordens) ausgezeichnet. Er ist Ehrensenator der Pädagogischen Hochschule Ludwigsburg, deren Vereinigung der Freunde und Akademie für berufliche Weiterbildung er vorsteht.

## Privates
Haas ist verheiratet und hat zwei erwachsene Kinder. Er wohnt in Leonberg.